# Герб Сінфайнша
Ге́рб Сінфа́йнша — офіційний символ містечка Сінфайнш, Португалія. Використовується як територіальний герб. У срібному щиті пурпурове виноградне гроно із зеленим листям. Обабіч нього дві зелені оливкові гілки із чорними оливками і зеленим листям, схрещені в основі й перев'язані червоною стрічкою. У главі щита синій леопард із золотою п'ятипроменевою зіркою на лобі. Щит увінчує срібна мурована містечкова корона з чотирма вежами.  Під щитом біла стрічка, на якій великими літерами напис португальською: «vila de Cinfães» (містечко Сінфайнш).  Офіційно затверджений 1 липня 1936 року.  

## Галерея

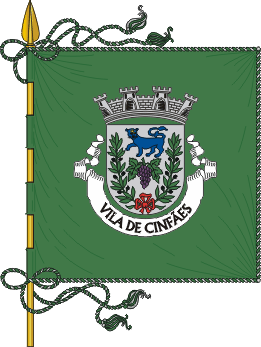
Прапор